# Перелисянка
Перелисянка (укр. Перелисянка) — село в Деражненской сельской общине Ровненского района Ровненской области Украины.
До 2020 года входило в Костопольский район.
Население по переписи 2001 года составляло 13 человек. Почтовый индекс — 35050. Телефонный код — 3657. Код КОАТУУ — 5623487403.